# CD 플레이어

레드북 디지털 오디로 로고는 호환성 보증을 위해 모든 디스크와 플레이어에 존재한다.

CD 플레이어(Compact Disc player, 문화어: 레이자전축)는 오디오 콤팩트 디스크를 재생하는 전자 기기이다. CD 플레이어는 가정용 스테레오 시스템, 카오디오 시스템, 개인용 컴퓨터에 자주 설치된다. 이러한 플레이어는 휴대용 기기로도 제조된다. 현대에 이르러 CD뿐 아니라 DVD, 오디오 파일이 포함된 CD-ROM, 비디오 CD와 같은 다른 포맷도 지원한다. 현대의 수많은 CD 플레이어는 오디오 CD와 MP3 CD도 재생한다. CD의 재생 기능은 컴퓨터와 게임기에 장착된 현대의 모든 CD-ROM/DVD-ROM 드라이브에서 지원한다.

## 휴대용 CD 재생기

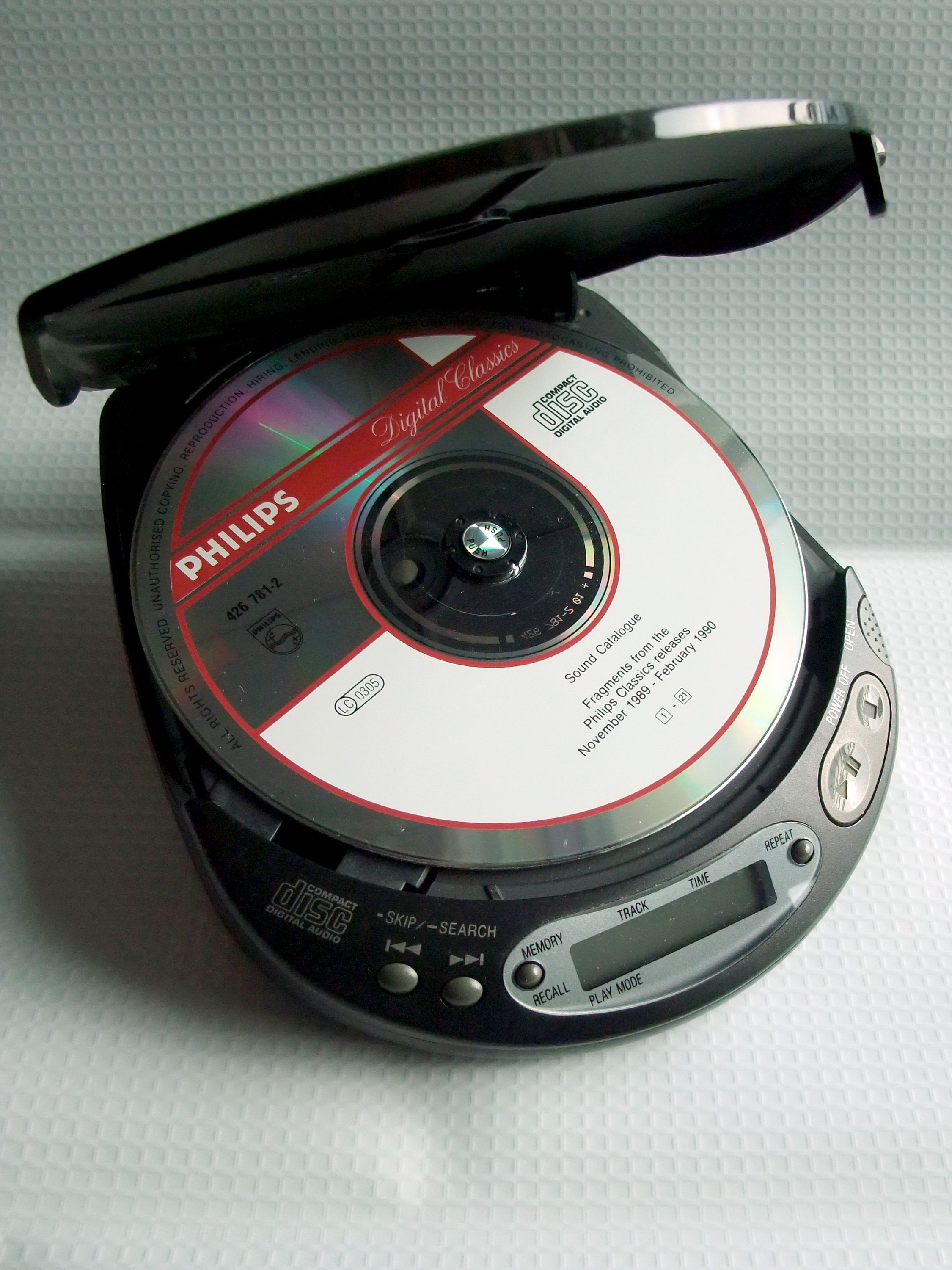
휴대용 CD 플레이어

휴대용 CD 플레이어는 컴팩트 디스크를 재생하는 데 사용되는 휴대용 오디오 플레이어이다. 휴대용 CD 플레이어는 배터리로 구동되며 사용자가 헤드폰을 연결할 수 있는 1/8" 헤드폰 잭이 있다. 출시된 최초의 휴대용 CD 플레이어는 소니의 D-50이었다. D-50은 1984년 시장에 출시되었으며 소니의 전체 휴대용 CD 플레이어 제품군에 채택되었다.
1998년에는 휴대용 MP3 플레이어가 휴대용 CD 플레이어와 경쟁하기 시작했다. 애플 컴퓨터가 아이팟 제품군으로 음악 플레이어 시장에 진출한 후 10년 이내에 휴대용 디지털 오디오 플레이어의 지배적인 판매자가 되었다. 이러한 시장 변화는 최초의 휴대용 디지털 오디오 플레이어인 리오(Rio) 디지털 음악 플레이어가 출시되면서 시작되었다. 64MB 리오 MP3 플레이어를 사용하면 약 20곡을 저장할 수 있다. 휴대용 CD에 비해 리오가 갖는 장점 중 하나 1998년부터 휴대용 디지털 오디오 플레이어의 가격이 하락하고 저장 용량이 크게 늘어났다.

## 같이 보기
- 콤팩트 디스크
- 하이파이
- 하이엔드 오디오
- 광학 디스크 드라이브